# Championnat du Nicaragua de football 1940
Navigation
Saison précédente Saison suivante
La Primera División 1940 est la quatrième édition de la première division nicaraguayenne.
Lors de ce tournoi, le Lido FC a tenté de conserver son titre de champion du Nicaragua face aux meilleurs clubs nicaraguayens.

## Bilan du tournoi
| Tableau d'Honneur |              |
| Compétition       | Vainqueur    |
| Primera División  | Diriangén FC |

| Promotions et relégations   |         |
| Relégué en Segunda División | Inconnu |
| Promu de Segunda División   | Inconnu |